# Altáis
Los altáis (idioma Altái: Алтай-кижи altái kizhi) son un  pueblo túrquico que vive en la República de Altái y el krai de Altái (Rusia). Algunos altaianos también viven en Mongolia y el norte de Sinkiang, (China), pero no son reconocidos oficialmente como un grupo distinto.
Los altáis se dividen en dos grupos etnográficos:
- Los altáis del norte, incluyendo los Tubalar (los Tuba-Kizhi), los quelcanos, los Kumandin.
- Los altáis del sur, incluyendo los altáis (los Altái-Kizhi), los Teleutias, los Telengit.

Los Altáis del Norte y del Sur se formaron en el área de Altái sobre la base de las tribus de Kimek-Kipchaks. Según un estudio reciente (2016), algunos altaianos, muy probablemente los altaios del sur, son posiblemente descendientes del pueblo yeniseiano.

## Forma de vida
Los altáis eran originalmente nómadas, con un estilo de vida basado en la caza y el pastoreo (ganado vacuno, ovejas, cabras), pero muchos se sedentarizaron como resultado de la influencia rusa. La alimentación común y tradicional está basada en el consumo de carne y lácteos. Los altáis procesan la leche agria, kumis, cuajadas y quesos. También acostumbran comer avena, cebada y algunos tubérculos silvestres.
Los altáis vivían  en pequeñas aldeas dispersas, donde había varias viviendas, levantadas a una considerable distancia una de la otra. Habitaban en yurtas cónicas levantadas con troncos y cortezas.

## Demografía
Según el censo ruso de 2010, había un total de 69.963 habitantes de Altaia que residían en la República de Altái. Esto representaba el 34.5% de la población total de la república, en comparación con el 56.6% con antecedentes rusos, las familias de Altaia son la mayoría solo en ciertas aldeas. Sin embargo, la cultura Altái sigue siendo la cultura local entre las personas y las comunidades.

## Historia
Hubo asentamientos caucasoides durante la Edad del Bronce y del Hierro en la región donde vive la gente de Altái hoy. A partir del siglo V a. C. y en adelante, los pueblos mongoles se establecieron en la zona y pronto comenzaron a mezclarse con las poblaciones anteriores. La región fue conquistada y se convirtió en la esfera de influencia de Xiongnu, del kanato de Rouran, kanato túrquico, Imperio Uyghur y Yensei Kyrgyz. Durante estos períodos de tiempo, la población local del área se turquicizó cultural y lingüísticamente.
Desde el siglo XIII hasta el siglo XVIII, los mongoles dominaron política y culturalmente al pueblo de Altái. El origen de los altáis del sur se puede rastrear durante este período a partir del resultado de la mezcla de las tribus kipchak y mongol. Mientras tanto, los altáis del norte fueron el resultado de la fusión de las tribus turcas con Samoyedos, Kets y otros grupos siberianos.
Los altáis fueron anexionados por los cuatro oirates de los mongoles occidentales en el siglo XVI. Los mongoles los llamaron "Telengid" o "Telengid aimag" en el período de la dinastía Yuan del Norte. Después de la caída del Zhanhar Khanate en el siglo XVIII, los altáis fueron subyugados por la dinastía Qing, que se refirió a ellos como Altan Nuur Uriyangkhai. Pero los altáis no están genéticamente relacionados con el Uriyangkhai, que es un grupo étnico vecino distintivo de Oirat-Mongol en Mongolia.
El Altái entró en contacto con los rusos en el siglo XVIII. En el período zarista, los altáis eran conocidos como oirot u oyrot (este nombre significa oirat y más tarde se seguiría usando para el Óblast Autónomo de Oyrot). Los altáis informan que muchos de ellos se volvieron adictos al vodka de los rusos, al que llamaron "agua de fuego".
Con respecto a la religión, algunos de los Altái siguen siendo chamanistas, y otros (en una tendencia que comenzó a mediados del siglo XIX) se han convertido a la Iglesia Ortodoxa Rusa. La misión de Altái se desarrolló bajo San Makarii Glukharev († 1847), conocido como el 'Apóstol del Altái'. En 1904, un movimiento religioso llamado Ak Jang o Burjanismo surgió entre estas personas.
Antes de 1917, se consideraba que los Altáis estaban formados por muchos grupos étnicos diferentes.
Con el surgimiento de la revolución de 1917, los Altáis intentaron hacer de su región una república burkhanista separada llamada Oyrot. Su apoyo a los mencheviques durante la Guerra Civil llevó al colapso de la empresa después de la victoria bolchevique y el posterior ascenso de Iósif Stalin. En la década de 1940, durante la Segunda Guerra Mundial y cuando dirigía numerosas purgas, su gobierno acusó al Altái de ser pro-japonés. La palabra "oyrot" fue declarada contrarrevolucionaria. Para 1950, las políticas y el desarrollo de la industrialización soviética en esta área dieron como resultado una considerable migración de rusos a esta república, reduciendo la proporción de Altái en la población total del 50% al 20%. A principios del siglo XXI, los altáis étnicos constituyen aproximadamente el 31% de la población de la República de Altái.
Hoy, la Asociación de Etnias del Norte de Altái articula y defiende los intereses especiales de los altáis.

## Cultura

### Viviendas
La mayoría de los altáis del sur tradicionalmente vivían en yurtas. Muchos altáis del norte construyeron principalmente yurtas poligonales con techos cónicos hechos de troncos y cortezas. Algunos Altái-Kizhi también vivían en chozas de barro con techos a dos aguas de corteza de abedul y paredes de troncos o tablones. Los Teleuts y algunos Altáis del Norte vivían en casas cónicas hechas de perchas o cortezas. Con la afluencia de rusos cerca de la tierra natal de los altáis, hubo un aumento de la construcción de grandes chozas con techos de dos a cuatro laderas como consecuencia de la influencia rusa.
A pesar de los muchos cambios sociales y políticos que han sufrido los altáis, muchas familias modernas y asentadas aún mantienen una yurta en sus patios. Estas yurtas se usan generalmente como una cocina de verano o una habitación extra.

### Ropa
La vestimenta tradicional de los hombres y mujeres del sur altáis es muy similar entre sí, con pequeñas diferencias entre los dos. La vestimenta promedio consistía en camisas largas con pantalones anchos, túnicas orientales y mangas. Otras prendas a menudo incluían sombreros de piel, botas altas y abrigos de piel de oveja. Los altáis del norte y algunos teleuts tradicionalmente vestían pantalones cortos, camisas de lino y túnicas orientales de un solo pecho. A pesar del hecho de que la mayoría de los altaios de hoy en día usan ropa moderna, la ropa tradicional sigue en uso.

### Cocina
La cocina Altái consiste en sopas de carne de caballo o cordero. Los platos con gopher, tejón, marmota, leche fermentada, nata (de leche hervida), budín de sangre, mantequilla, harina de cebada frita y ciertas verduras también son elementos básicos de la cocina Altái. Las bebidas populares incluyen aryki (vodka de leche).

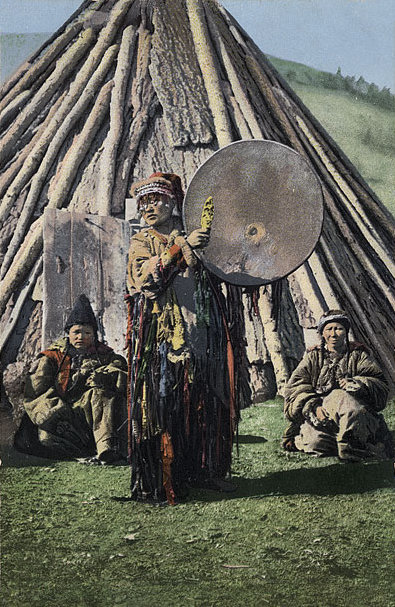
Chamán Altái.

## Organización social
Tradicionalmente han sido grupos tribales descentralizados, cada un de los cuales está dividido en clanes patrilineales exógamos, llamados seok (huesos).

## Religión
Según las creencias tradicionales (Tengrianismo), el mundo es controlado por un conjunto de espíritus buenos y malos, comandados por dos deidades principales y opuestas: de una parte  Ulgen, el buen creador del mundo y protector de la gente y de otra parte, Erlik el malvado señor del inframundo. A ambos se sacrifican caballos, cuya carne es comida por los participantes de la ceremonia, en tanto la piel se estira en un poste y se deja en el lugar de sacrificio. Se concede gran importancia a la oración pública. Oran al cielo, a las montañas, al agua, al fuego y al árbol sagrado, el abedul. También se practica el culto al Tësei, en el que los miembros de la familia y el clan se consideran sus imágenes, y rezan para apaciguarlo.
Las ceremonias presididas por el chamán o kama, se ralizan al sonido del tambor sagrado, tocado con un mazo especial. La piel del tambor representa la imagen del universo y las criaturas vivientes. El mazo es considerado como el espíritu del instrumento principal, que representaba la figura humana.
A partir del siglo XIX muchos altáis ingresaron a la Iglesia ortodoxa. Desde 1904, comenzó a extenderse entre los altáis el Ak Jang o burjanismo (de la palabra mongola, "Burhan" = "Buda"), un movimiento religioso basado en el chamanismo, en combinación con elementos del cristianismo y el budismo tibetano-mongol.